# Versicherungsstelle Wiesbaden
Die Versicherungsstelle Wiesbaden ist die Verwaltungsstelle der Versicherergemeinschaft für das wirtschaftliche Prüfungs- und Treuhandwesen. Die Versicherergemeinschaft ist eine Mitversicherungsgemeinschaft deutscher Versicherungsunternehmen zur Absicherung der Haftpflichtrisiken aus der Berufstätigkeit von Wirtschaftsprüfern, Steuerberatern, vereidigten Buchprüfern und Steuerbevollmächtigten.
Die Beteiligten der Versicherergemeinschaft sind Allianz (42,0 %), AXA (34,0 %) und ERGO (24,0 %).
Die Versicherungsstelle entstand im Jahr 1938 als Reaktion auf die 1932 per Notverordnung erfolgte Einrichtung des Berufsstandes der Wirtschaftsprüfer. Angeboten wird die Berufshaftpflichtversicherung für Wirtschaftsprüfer, vereidigte Buchprüfer und Steuerberater sowie deren Berufsgesellschaften. Die Berufshaftpflichtversicherung bietet Schutz gegen Schadenersatzansprüche, die sich aus der gesetzlichen Haftung des Berufsangehörigen für Vermögensschäden ergeben. Schutz besteht vor den finanziellen Folgen aus Berufsversehen.
Das Bundeskartellamt hat ein Kartellverfahren gegen die Versicherergemeinschaft eingeleitet, in dessen Verlauf das Bundeskartellamt am 10. August 2007 eine Verbotsverfügung erließ. Die Versicherergemeinschaft sollte ab 2009 nur noch den Big-Four-Prüfungsgesellschaften Deloitte Touche Tohmatsu, Ernst & Young, KPMG und PricewaterhouseCoopers International Versicherungsleistungen anbieten dürfen. Durch Beschluss des OLG Düsseldorf vom 17. September 2008 wurde die vom Bundeskartellamt ausgesprochene Verbotsverfügung aufgehoben. Das OLG Düsseldorf hat festgestellt, dass die Verbotsverfügung rechtswidrig und die Tätigkeit der Versicherergemeinschaft durch die Gruppenfreistellungsverordnung für die Versicherungswirtschaft vom Kartellverbot freigestellt ist. Rechtsbeschwerde gegen den Beschluss wurde nicht zugelassen. Das Bundeskartellamt hat Nichtzulassungsbeschwerde beim BGH eingelegt. Diese wurde mit Beschluss des BGH vom 23. Juni 2009 zurückgewiesen.
Die Versicherergemeinschaft bietet weiterhin die Berufshaftpflichtversicherung für Wirtschaftsprüfer, vereidigte Buchprüfer, Steuerberater und deren Berufsgesellschaften in Deutschland und Europa an.